# Lappen
För andra betydelser, se Lappen (olika betydelser).
Lappen är en sjö i Bodens kommun i Norrbotten och ingår i Råneälvens huvudavrinningsområde. Sjön har en area på 0,174 kvadratkilometer och ligger 49,9 meter över havet. Lappen ligger i Råneälven Natura 2000-område. Sjön avvattnas av vattendraget Mörtträskbäcken (Remån).

## Delavrinningsområde
Lappen ingår i det delavrinningsområde (736206-176972) som SMHI kallar för Mynnar i Rörån. Medelhöjden är 78 meter över havet och ytan är 3,61 kvadratkilometer. Räknas de 8 avrinningsområdena uppströms in blir den ackumulerade arean 99,27 kvadratkilometer. Mörtträskbäcken (Remån) som avvattnar avrinningsområdet har biflödesordning 3, vilket innebär att vattnet flödar genom totalt 3 vattendrag innan det når havet efter 65 kilometer. Avrinningsområdet består mestadels av skog (63 procent). Avrinningsområdet har 0,17 kvadratkilometer vattenytor vilket ger det en sjöprocent på 4,8 procent.